# Love. It Comes in All Colors
Love. It Comes in All Colors è una campagna no profit americana contro il razzismo realizzata dalla National Urban Coalition nel 1970 e diffusa su stampa e televisione.
Testimonial della pubblicità erano diverse celebrità dello sport, dello spettacolo, della politica e dell'economia unite in un ensemble che nello spot tv intonava il ritornello della canzone Let The Sunshine In dal musical Hair fino a quando lo slogan compariva in sovrimpressione.

## Elenco di alcuni testimonial della campagna
- Cannonball Adderley
- Robert Alda
- Joseph Allen
- Cleveland Amory
- Jim Backus
- Orson Bean
- Joseph Bernal, governatore dello stato del Texas
- Dan Blocker
- Ralph Bunche
- David Canary
- Bobby Capo
- Topper Carew
- Johnny Carson
- Lisle Carter
- Peggy Cass
- Ray Charles
- Roberto Clemente
- Frederick Close
- Míriam Colón
- Carlos Conde
- Robert Contreras
- John Conyers dal Congresso degli Stati Uniti
- Bob Cousy
- Ossie Davis
- Ruby Dee
- Fernando del Rio
- Jack Dempsey
- Mildred Dunnock
- Pamela Anne Eldred

- Jerry Enomoto
- James Farmer
- Geraldine Fitzgerald
- Henry Fonda
- Arlene Francis
- Herman Gallegos
- John W. Gardner, attivista politico
- Will Geer
- Arthur Goldberg
- Harry Golden
- Joel Grey
- Merv Griffin
- Fannie Lou Hamer
- Richard G. Hatcher, sindaco di Gary (Indiana)
- Andrew Heiskell
- Gustav Heningburg
- Bill Hosokawa
- Chet Huntley
- Daniel Inouye, senatore
- Anne Jackson
- John Johnson
- Stacy Keach
- Harry Kitano
- Jack Klugman
- Joshua Logan
- Myrna Loy
- Earl Lucas
- Keye Luke
- Ray Martel

- Doug McClure
- Ali MacGraw
- Ray Martel
- Butterfly McQueen
- Dina Merrill
- Mitch Miller
- Joseph Monserrat
- Greg Morris
- Mildred Natwick
- Leonard Nimoy
- Jerry Orbach
- Gordon Parks
- Jacob Potofsky
- Leontyne Price
- Carl Reiner
- John D. Rockefeller III
- John Russell, attore
- Bayard Rustin
- William Seneca
- James Shigeta
- David Susskind
- Abe Tapia
- Franklin Thomas
- Gwen Verdon
- Danny Villanueva
- Reverendo C.T. Vivian
- Eli Wallach
- Roy Wilkins
- Flip Wilson
- Whitney Young

### Dal musical Hair
- Obie Bray
- Mary Lorrie Davis
- Sally Eaton
- Leata Galloway

- Fluffer Hirsch
- Pat Lambert
- Cliff Lipson
- Charles O. Lynch

- Robin McNamara
- Melba Moore
- Cassandra Morgan
- Allan Nicholls

- Debbie Offner
- Shelley Plimpton
- George Tipton
- Singer Williams
- Lillian Wong